# フレデリック・エングル
フレデリック・エングル（英語：Frederick K. Engle、1799年 – 1868年2月12日）は、ペンシルベニア州デラウェア郡出身のアメリカ海軍の士官。東インド艦隊の司令官を務めた。退役時に少将に昇進。 

## 青年期
エングルは1814年11月30日に士官候補生として海軍に入り、1825年1月13日には大尉となった。米墨戦争中は、米海軍最初のスクリュー軍艦であるプリンストン（USS Princeton）を率いた。1855年には大佐に昇進し、蒸気フリゲート・ウォバッシュ（USS Wabash）の初代艦長を務めた。

## 南北戦争
エングルは代将）として東インド艦隊の司令官を務めていたが、南北戦争が勃発したとき、直ちに旗艦ハートフォード（USS Hartford）と共に米国に戻った。米国に戻った後は、フィラデルフィア海軍造船所長となった。その後、フィラデルフィア海軍病院長となった。1866年7月25日、退役名簿に名前が載せられたが、その際少将に昇進した。
| 軍職                              | 軍職                                   | 軍職                  |
| --------------------------------- | -------------------------------------- | --------------------- |
| 先代 コーネリアス・ストリブリング | 東インド艦隊司令官 第15代：1861 - 1862 | 次代 シセロ・プライス |